# Distrito de Arbat
El distrito de Arbat (del ruso: райо́н Арба́т) es un distrito del Ókrug Administrativo Central de la ciudad federal de Moscú, Rusia. El distrito cuenta con una población de 26 900 habitantes (censo de 2010).
El distrito se extiende desde la céntrica calle Mokhovaya al oeste del puente Novoarbatsky sobre el río Moskva. Sus irregulares límites corresponden aproximadamente a la calle Znamenka y Sivtsev Vrazhek en el sur y la calle Povarskaya, en el norte. Sus principales calles radiales son Vozdvizhenka, la calle Nueva Arbat y la calle peatonal Arbat.